# Daniel Brewster

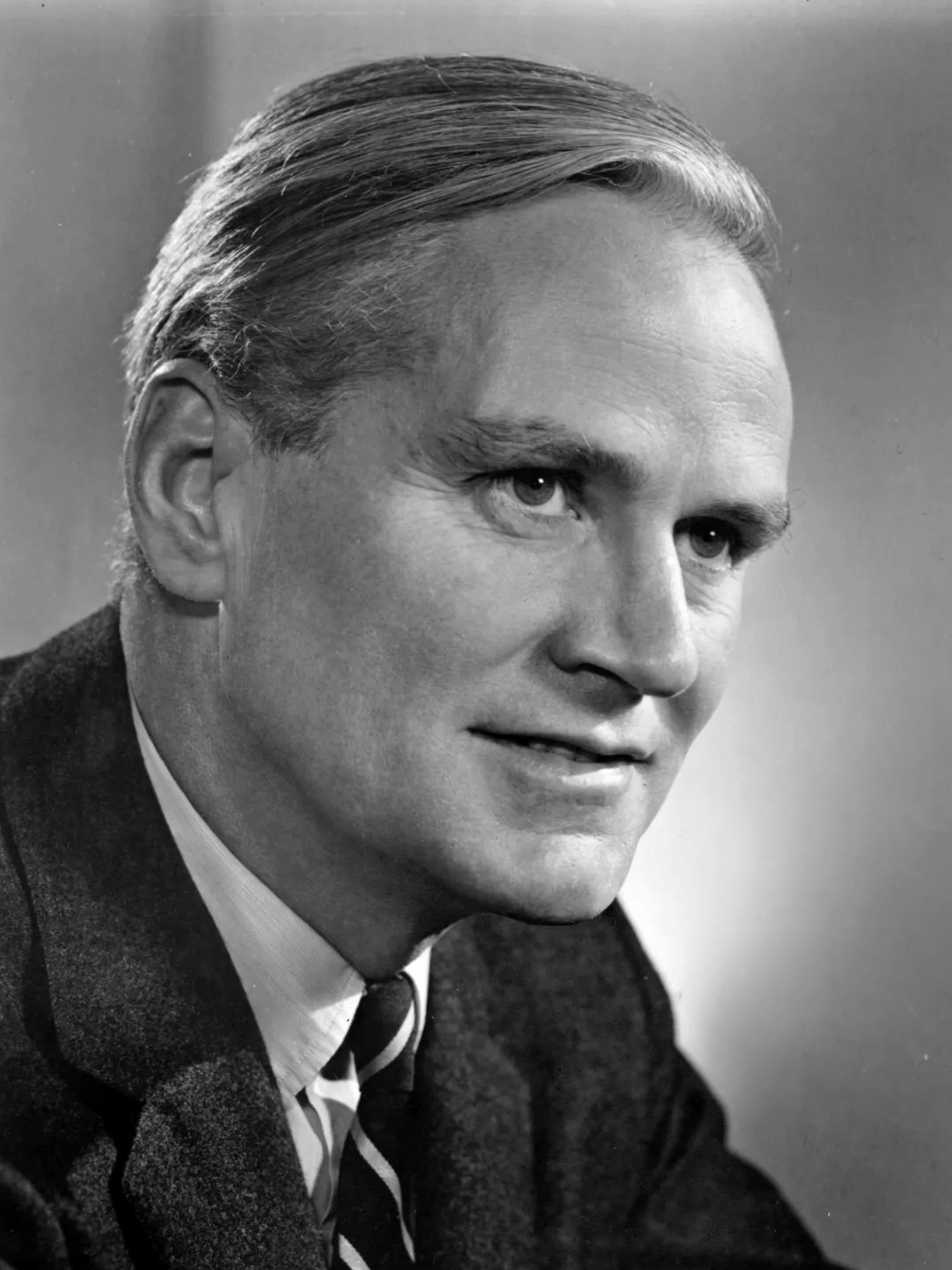
Daniel Brewster

Daniel Baugh Brewster, född 23 november 1923 i Baltimore County, Maryland, död 19 augusti 2007, var en amerikansk demokratisk politiker. Han representerade delstaten Marylands andra distrikt i USA:s representanthus 1959–1963. Han var sedan ledamot av USA:s senat från Maryland 1963–1969.
Brewster studerade vid Princeton University och Johns Hopkins University. Han deltog i andra världskriget som officer i USA:s marinkår. Han avlade sedan 1949 juristexamen vid University of Maryland School of Law.
Brewster var ledamot av Maryland House of Delegates, underhuset i delstatens lagstiftande församling, 1950–1958. Han efterträdde 1959 James Devereux i USA:s representanthus. Brewster efterträdde sedan 1963 John Marshall Butler i USA:s senat. Han kandiderade i demokraternas primärval inför presidentvalet i USA 1964. Han vann primärvalet i Maryland. Han ställde upp för omval i senatsvalet 1968 men besegrades av republikanen Charles Mathias.
Brewster dömdes senare för mutbrott. Anklagelserna härstammade från kampanjbidrag som han som senator hade fått från det amerikanska postorderföretaget Spiegel. Domen upphävdes senare, eftersom domaren ansågs ha gett opassande instruktioner till juryn. Brewster bestraffades i stället för en betydligt lättare åtalspunkt, förseelse (misdemeanor) och han fick behålla sitt advokattillstånd.
Brewster var anglikan. Han avled 2007 i levercancer.